# 謝爾里弗鎮區 (明尼蘇達州沃迪納縣)
謝爾里弗鎮區（英語：Shell River Township）是位於美國明尼蘇達州沃迪納縣的一個行政鎮區。

## 地方資料
謝爾里弗鎮區的面積為93.53平方千米，當中陸地面積為90.40平方千米，而水域面積為3.13平方千米。根據2020年美國人口普查的數據，當地共有人口287人，而人口密度為每平方千米3.07人。